# Oxyopes uncinatus
Oxyopes uncinatus là một loài nhện trong họ Oxyopidae.
Loài này thuộc chi Oxyopes. Oxyopes uncinatus được Roger de Lessert miêu tả năm 1915.